# Lone Ranger (deejay)
Pour les articles homonymes, voir The Lone Ranger.
Lone Ranger, de son vrai nom Anthony Waldron, est un deejay jamaïcain né à Kingston.

## Histoire
Il émigre en Grande-Bretagne avec sa famille au milieu des années 1960, puis revient en Jamaïque en 1971.
En 1979, Coxsone Dodd produit son premier hit The Answer, suivi en 1980 de Barnabas Collins produit par Alvin Ranglin. Ce titre humoristique sur les vampires eut droit à une réponse de Yellowman sur le même riddim (Conversation).
Il tient son pseudonyme d'une soirée en sound system où il s'est présenté en disant : "Et maintenant, plus fort que Trinity, plus dur que Dillinger, plus rude que Clint Eastwood, mon nom est Lone Ranger et c'est pourquoi j'agis comme un étranger..." 

## Discographie
- 1979 - On The Other Side Of Dub (Studio One ; LP)
- 1980 - Barnabas In Collins Wood (Thrill Seekers ; LP)
- 1980 - M-16 (J&L ; LP)
- 1981 - Rosemarie (Techniques ; LP)
- 1981 - Hi Ho Silver Away (Greensleeves ; LP)
- 1982 - Badda Dan Dem (Studio One ; LP)
- 1984 - DJ Daddy (Techniques ; LP)
- 1994 - Collections (Grapevine/RAS ; CD)